# José Miguel Aguilera
José Miguel Aguilera Radic (Santiago, 3 de noviembre de 1947) es un ingeniero civil industrial chileno, ganador del Premio Nacional de Ciencias Aplicadas y Tecnológicas en 2008, por su aporte pionero en el estudio de las estructuras de los alimentos para hacerlos más saludables y funcionales.
Es profesor titular adjunto, profesor emérito del Departamento de Ingeniería Química y Bioprocesos de la Pontificia Universidad Católica de Chile (PUC), doctor en filosofía y ciencia de los alimentos por la Cornell University, Master of Business Administration (MBA), Universidad de Texas A&M, magíster en tecnología de alimentos del Massachusetts Institute of Technology (MIT), Consultor del Centro de Investigación de Nestlé (Lausanne) desde 1995, Profesor visitante en la Universidad de California en Davis y de la Universidad Técnica de Munich.

## Estudios
José Miguel Aguilera estudió en el Instituto Nacional General José Miguel Carrera. 
Posteriormente ingresó a la Pontificia Universidad Católica de Chile en la carrera Ingeniería Civil Industrial con mención en Química, donde finalizó sus estudios con la tesis Factibilidad de una planta procesadora de cerdos con una fábrica de salchichas de pescado anexa en 1971.
Asistió a la Cornell University y al Massachusetts Institute of Technology (MIT), donde obteniendo un Doctorado en Ciencias de los Alimentos y un Magíster en Tecnología de los Alimentos respectivamente.

## Premio Nacional de Ciencias Aplicadas y Tecnológicas
El año 2008 recibe el Premio Nacional de Ciencias Aplicadas y Tecnológicas de Chile, premio otorgado por decisión unánime del jurado compuesto por la en ese entonces ministra de Educación Mónica Jiménez, Víctor Pérez (rector de la Universidad de Chile), Sergio Lavanchy (rector de la Universidad de Concepción), Vivian Heyl (presidenta de la CONICYT) y Edgar Kausel, último galardonado con dicho premio.
Se le otorga el galardón por su aporte pionero en el estudio de las estructuras de los alimentos para hacerlos más saludables y funcionales. Además, se le reconocen más de treinta años de contribuciones sustanciales al desarrollo de la tecnología de alimentos y su establecimiento de una comunidad científica nacional, como también su destacada trayectoria en la formación de nuevos investigadores.

Mi trabajo es poder hacer que una hallulla tenga las mismas calorías que la marraqueta. Es decir, sea menor grasosa, pero mantenga el mismo sabor. Lo mismo pasa con la mayonesa, un productor que no tiene más de 200 años, pero que actualmente se puede reestructurar para hacerla con un 30 por ciento menos de grasa.
Comentario de José Miguel Aguilera a Radio Cooperativa. 2008

## Comisión Nacional de Investigación Científica y Tecnológica (CONICYT)
José Miguel Aguilera es nombrado presidente de la Comisión Nacional de Investigación Científica y Tecnológica el año 2010. Desde este cargo adquirió una amplia visión de la C&T nacional y del territorio nacional, desarrollando el concepto de los laboratorios naturales para la ciencia, que siguiendo el ejemplo de la astronomía, explote nuestras ventajas comparativas en energía solar, investigación antártica, cambio climático, biodiversidad y conservación subantártica, mitigación de desastres naturales, alimentación mediterránea, etc.
Luego de tres años en la presidencia de CONICYT, renuncia a su cargo, lo que generó controversia. Sin embargo, durante su gestión en dicha comisión se recuperó la envergadura del financiamiento de proyectos de posdoctorado, iniciación a la investigación y el Fondo de Fomento al Desarrollo Científico y Tecnológico (Fondecyt).

## Trayectoria y reconocimientos
| Año              | Suceso |
| ---------------- | --- |
| 2017             | Nombrado doctor honoris causa por la Universidad Nacional del Altiplano de Puno.                                                                           |
| 2014             | Nombrado miembro de la Academie d’Agriculture de France.                                                                                                   |
| 2010             | Primer chileno elegido miembro de la National Academy of Engineering (NAE) de Estados Unidos.                                                              |
| 2008             | Premio Nacional de Ciencias Aplicadas y Tecnológicas de Chile.                                                                                             |
| 2006:            | Premio a la Investigación Marcel Loncin del Instituto de Tecnólogos de Alimentos (IFT) de los Estados Unidos.                                              |
| 2005:            | La Sociedad de la Industria Química del Reino Unido lo distingue con la Seligman Lecture. El Colegio de Ingenieros lo elige Ingeniero Químico Distinguido. |
| 2002:            | Premio a la Investigación de la Fundación Alexander von Humboldt de Berlín, Alemania.                                                                      |
| 1995:            | Consultor del Centro de Investigación de Nestlé (Lausanne)                                                                                                 |
| 1993:            | Premio Internacional del Instituto de Tecnólogos de Alimentos (IFT)de los Estados Unidos.                                                                  |
| 1991:            | Ganador de una beca de la Fundación Solomon R. Guggenheim, de Nueva York.                                                                                  |
| 1986 a la fecha: | Profesor Titular del Departamento de Ingeniería Química y Bioprocesos de la Pontificia Universidad Católica de Chile.                                      |

## Publicaciones
Según el Institute of Scientific Information (ISI), es el investigador chileno más citado en el área de Ciencias de la Agricultura.
Tiene más de 200 publicaciones indexadas en la base de datos Scopus y Web of Science, de las cuales se puede destacar:
- Aguilera Radic, J.M. (2019). «The food matrix: implications in processing, nutrition and health». Critical Reviews in Food Science and Nutrition. doi:10.1080/10408398.2018.1502743.
- Aguilera Radic, J.M.; Gutiérrez-López, G.F. (2018). «Food Engineering in Ibero-America: the Contribution of the CYTED Program (1986–2005)». ood Engineering Reviews 10 (4): 187-197. doi:10.1007/s12393-018-9179-9.
- Aguilera Radic, J.M. (2018). «Food engineering into the XXI century». AIChE Journal 64 (1): 2-11. doi:10.1002/aic.16018.
- León, A.M.; Medina, W.T; Aguilera Radic, J.M. (2018). «Properties of microparticles from a whey protein isolate/alginate emulsion gel». Food Science and Technology International 24 (5): 414-423. doi:10.1177/1082013218762210.
- Aguilera Radic, J.M. (2018). «Relating Food Engineering to Cooking and Gastronomy». Comprehensive Reviews in Food Science and Food Safety 17 (4): 1021-1039. doi:10.1111/1541-4337.12361.
- Aguilera Radic, J.M. (2017). «The emergence of gastronomic engineering». Innovative Food Science & Emerging Technologies 41: 277-283. doi:10.1016/j.ifset.2017.03.017.
- Quilaqueo, Marcela; Aguilera Radic, José Miguel (2016). «Crystallization of NaCl by fast evaporation of water in droplets of NaCl solutions». Food Research International 84: 143-149. doi:10.1016/j.foodres.2016.03.030.
- Aguilera Radic, J.M.; Dong, D.J. (2016). «Texture-modified foods for the elderly: Status, technology and opportunities». Trends in Food Science & Technology 57: 156-164. doi:10.1016/j.tifs.2016.10.001.
- Quilaqueo, M.; Aguilera Radic, J.M. (2015). «Dissolution of NaCl crystals in artificial saliva and water by video-microscopy». Food Research International 69: 373-380. doi:10.1016/j.foodres.2015.01.020.
- Valenzuela, C.; Aguilera Radic, J.M. (2015). «Effects of different factors on stickiness of apple leathers». Journal of Food Engineering 149: 51-60. doi:10.1016/j.jfoodeng.2014.09.029.
- Valenzuela, C.; Aguilera Radic, J.M. (2015). «Effects of maltodextrin on hygroscopicity and crispness of apple leathers». Journal of Food Engineering 144: 1-9. doi:10.1016/j.jfoodeng.2014.07.010.
- Cuadros, T.R.; Aguilera Radic, J.M. (2015). «Gels as Precursors of Porous Matrices for Use in Foods: a Review». Food Biophysics 10 (4): 487-499. doi:10.1007/s11483-015-9412-5.
- Cuadros, T.R.; Erices, A.A.; Aguilera Radic, J.M. (2015). «Porous matrix of calcium alginate/gelatin with enhanced properties as scaffold for cell culture». Journal of the Mechanical Behavior of Biomedical Materials 46: 331-342. doi:10.1016/j.jmbbm.2014.08.026.
- Quilaqueo, M.; Duizer, L.; Aguilera Radic, J.M. (2015). «The morphology of salt crystals affects the perception of saltiness». Food Research International 76: 675-681. doi:10.1016/j.foodres.2015.07.004.
- Luna, M.P.; Aguilera Radic, J.M. (2014). «Kinetics of colour development of molten glucose, fructose and sucrose at high temperatures». Food Biophysics 9 (1): 61-68. doi:10.1007/s11483-013-9317-0.
- Aguilera Radic, J.M. (2014). «Where Is the Nano in Our Foods?». Journal of Agricultural and Food Chemistry 62 (4): 9953-9956. doi:10.1021/jf5016939.
- Valenzuela, C.; Aguilera Radic, J.M. (2013). «Aerated apple leathers: Effect of microstructure on drying and mechanical properties». Drying Technology 31 (16): 1951-1959. doi:10.1080/07373937.2013.803979.
- Leiva, G.A.; Aguilera Radic, J.M. (2013). «Automatic detection of orientation and diseases in blueberries using image analysis to improve their postharvest storage quality.». Food Control 33 (1): 166-173. doi:10.1016/j.foodcont.2013.02.025.
- Petzold, G.; Aguilera Radic, J.M. (2013). «Centrifugal freeze concentration». Innovative Food Science & Emerging Technologies 20: 253-258. doi:10.1016/j.ifset.2013.05.010.
- Medina, W.T.; Quevedo, R.A.; Aguilera Radic, J.M. (2013). «Changes on image texture features of breakfast flakes cereals during water absorption». Food Science and Technology International 19 (1): 45-57. doi:10.1177/1082013212442182.
- Leiva, G.A.; Lu, R.F.; Aguilera Radic, J.M. (2013). «Prediction of firmness and soluble solids content of blueberries using hyperspectral reflectance imaging.». Journal of Food Engineering 115 (1): 91-98. doi:10.1016/j.jfoodeng.2012.10.001.
- Petzold, G.; Niranjan, K.; Aguilera Radic, J.M. (2013). «Vacuum-assisted freeze concentration of sucrose solutions». Journal of Food Engineering 115 (3): 357-361. doi:10.1016/j.jfoodeng.2012.10.048.
- Parada, J.; Aguilera Radic, J.M. (2012). «Effect of native crystalline structure of isolated potato starch on gelatinization behavior and consequently on glycemic response». Food Research International 45 (1): 238-243. doi:10.1016/j.foodres.2011.10.042.
- Germain, J.C.; Aguilera Radic, J.M. (2012). «Identifying industrial food foam structures by 2D surface image analysis and pattern recognition». Journal of Food Engineering 111 (2): 440-448. doi:10.1016/j.jfoodeng.2012.01.018.